# Ignatius Knoblecher

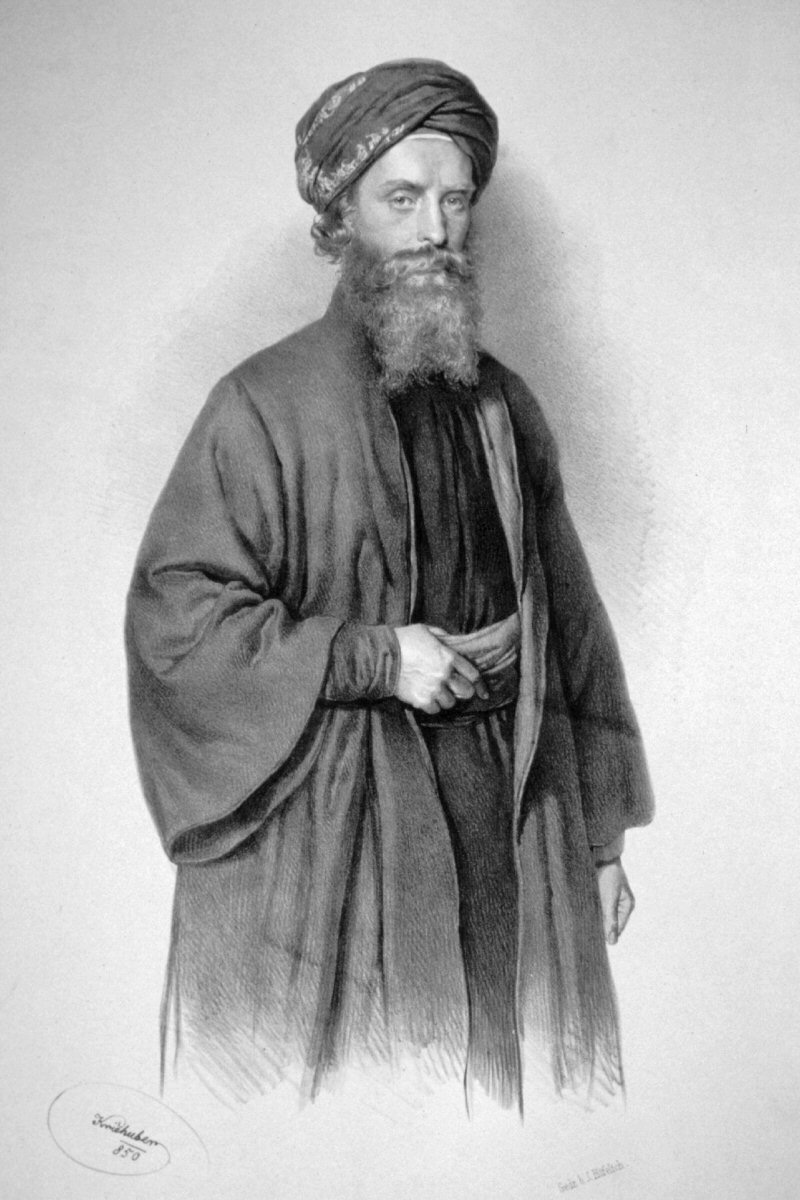
Knoblecher

Ignatius Knoblecher (på slovenska Ignacij Knoblehar), född den 6 juli 1819 och död den 13 april 1858, var en slovensk missionär för den katolska kyrkan. Hans arbete anses dock ha lett till fler vetenskapliga resultat än religiösa. 

## Hans liv
Ignacij Knoblehar föddes i Škocjan nära Novo Mesto i Slovenien. Han studerade teologi i två år i Ljubljana. I den teologiska utbildningen ingick det att man skulle lära sig hebreiska och arabiska. Efter att de två åren passerat studerade han i Rom och skickades till slut, 1846 till Libanon för att vänja sig vid klimatet, språket och kulturen. Han blev kvar i Libanon i 8 månader. Han åkte sedan och besökte flera olika länder som låg i närheten. Knoblehar reste 1848 till Khartoum i Sudan. Det blev hans första och viktigaste missionärsbas. Där byggde han en skola med hjälp av unga afrikaner som Knoblehar och hans medarbetare köpte för att hjälpa till med missionärsarbetet. Knoblehar lärde sig några av språken som talades i Afrika med hjälp av de unga afrikanerna som han lejde. De kallade honom för Abuna Solima. Knoblehar seglade senare söderut längs Vita Nilens trakter. Troligen hade ingen europé besökt dessa områden tidigare och Knoblehar ville bygga en missionsstation men hindrades av de muslimska slavhandlarna. Han återvände till Ljubljana 1850. Med sig hade han sina etnologiska samlingar som han överlämnade till huvudmuseet i Ljubljana. Sedan begav han sig till Wien. Knoblehar ville att kejsaren Franz Joseph skulle bidra finansiellt och ge sitt skydd till den sudanesiska missionen, men också att kejsaren skulle sända sina konsulära representanter till Khartoum. Därför gick Knoblehar för att tala med kejsaren och han lyckades övertala honom. Han lyckades också samla fler slovenska missionärer och hantverkare innan de alla reste till Afrika. Han lyckades, med deras hjälp, bygga två missionsstationer till. Eftersom man ännu inte hade hittat några läkemedel mot malaria var det svårt för missionärerna att hålla sig friska. Även klimatet spelade stor roll. Alla Knoblehar missionärer dog inom några år och även Knoblehar dog några år senare när han var på väg till Rom. Knoblehar lyckades göra sex resor längs Nilen. Han färdades 4100 kilometer från Alexandria till den sydligaste punkten han kunde nå. Han var under många år antagligen den enda europé som någonsin rest så långt söderut i Sudan. Hans stora etnologiska samling är idag förvarad i Wien och Ljubljana. I Wiens kungliga bibliotek kan man även titta på ordböckerna han skrev om språken dinka och bali.